# Hylaia rubricollis
Hylaia rubricollis es una especie de coleóptero de la familia Endomychidae.

## Distribución geográfica
Habita en Francia.